# Joganville
Joganville település Franciaországban, Manche megyében. Lakosainak száma 85 fő (2022. január 1.). Joganville Saint-Floxel, Écausseville és Émondeville községekkel határos.

## Népesség
A település népességének változása:
| Lakosok száma | 101  | 69   | 71   | 73   | 111  | 108  | 109  | 112  | 103  | 85   |
|               | 1968 | 1982 | 1990 | 2006 | 2013 | 2015 | 2017 | 2019 | 2020 | 2022 |